# Red Hot Chili Peppers-diszkográfia
Az amerikai Red Hot Chili Peppers diszkográfiája 10 stúdióalbumból, 78 koncertalbumból, 11 válogatáslemezből, 8 videóalbumból, 3 középlemezből, 46 kislemezből és 44 videóklipből áll. A zenekar több mint 80 millió lemezt adott el világszerte. Tizenhatszor jelölték őket Grammy-díjra, amiből hetet meg is nyertek. A Red Hot Chili Peppers első három stúdióalbumát, a The Red Hot Chili Peppers, a Freaky Styley és a The Uplift Mofo Party Plan címűeket az 1980-as években adták ki, de gyakorlatilag visszhangtalan maradt mindhárom. A negyedik stúdióalbumuk, az 1989-es Mother's Milk, azonban már felkeltette a kritikusok figyelmét, amikor az az 52. helyre került a Billboard 200 listáján. Miután ötödik stúdióalbumuk, a Blood Sugar Sex Magik megjelent 1991 szeptemberében, az együttes végre széles körű ismertségre tett szert. Az "Under the Bridge", az album második kislemeze második lett a Billboard Hot 100 listáján. A lemez – melyből világszerte több mint 30 millió darabot adtak el, ebből 7 milliót csak az Egyesült Államokban – az 1990-es évekbeli alternatív rock alapjává vált. John Frusciante, a gitárosuk röviddel ezután kilépett a zenekarból; helyét Dave Navarro vette át, ő játszik a hatodik, One Hot Minute című lemezen, ami 1995 szeptemberében jelent meg. Bár a lemez 4. lett az amerikai Billboard 200 listán, az előző album sikereit nem sikerült fölülmúlnia.
1998-ban Frusciante visszatért a zenekarba, és 1999 júniusában kiadták hetedik stúdióalbumukat, a  Californication-t. A Californication 3. lett a Billboard 200 listán, és ötszörös platinalemezzé vált. Az albumról hat kislemez jelent meg; a "Scar Tissue" 10. lett a Billboard Hot 100 listán. A Californication-t a By the Way követte 2002 júliusában, ami 2. lett a Billboard 200 listán, és többek között olyan sikerszámokat tartalmazott, mint a "By the Way" és a "Can't Stop". 2006 májusában jelent meg az együttes 9. stúdióalbuma, a Stadium Arcadium. A lemez a Billboard 200 lista élére került. A Stadium Arcadium-ról három kislemez is megjelent, ami a  Billboard Alternative Songs listán első helyezést ért el; a "Dani California" 40 egymást követő héten volt a lista élén, és 6. lett a Billboard Hot 100 listán is. Az együttes 2010 szeptemberében rögzítette 10. stúdióalbumát, amin Josh Klinghoffer gitározik, mivel Frusciante újból kiszállt a zenekarból. 2011 márciusára fejeződtek be a felvételek, és 2011 augusztusában jelent meg az  I'm with You. A lemez 2. lett a Billboard 200 listáján; a "The Adventures of Rain Dance Maggie", az album vezető kislemeze pedig 38. helyet ért el a Billboard Hot 100 listán.

## Albumok

### Stúdióalbumok
| Cím                        | Az album adatai                                                                                | Elért listahelyezés | Elért listahelyezés | Elért listahelyezés | Elért listahelyezés | Elért listahelyezés | Elért listahelyezés | Elért listahelyezés | Elért listahelyezés | Elért listahelyezés | Elért listahelyezés | Eladások                                             | Minősítések |
| Cím                        | Az album adatai                                                                                | US                  | AUS                 | AUT                 | CAN                 | FRA                 | GER                 | NLD                 | NZ                  | SWI                 | UK                  | Eladások                                             | Minősítések |
| -------------------------- | ---------------------------------------------------------------------------------------------- | ------------------- | ------------------- | ------------------- | ------------------- | ------------------- | ------------------- | ------------------- | ------------------- | ------------------- | ------------------- | ---------------------------------------------------- | --- |
| The Red Hot Chili Peppers  | - Megjelent: 1984. augusztus 15. (US) - Kiadó: EMI, Capitol - Formátumok: CD, CS, LP           | —                   | —                   | —                   | —                   | —                   | —                   | —                   | —                   | —                   | —                   |                                                      | |
| Freaky Styley              | - Megjelent: 1985. augusztus 16. (US) - Kiadó: EMI - Formátumok: CD, CS, LP                    | —                   | —                   | —                   | —                   | —                   | —                   | —                   | —                   | —                   | —                   |                                                      | |
| The Uplift Mofo Party Plan | - Megjelent: 1987. szeptember 29. (US) - Kiadó: EMI - Formátumok: CD, CS, LP                   | 148                 | —                   | —                   | —                   | —                   | —                   | —                   | —                   | —                   | —                   |                                                      | - RIAA: Arany |
| Mother’s Milk              | - Megjelent: 1989. augusztus 16. (US) - Kiadó: EMI - Formátumok: CD, CS, LP                    | 52                  | 33                  | —                   | —                   | —                   | —                   | 69                  | 47                  | —                   | —                   |                                                      | - RIAA: Platina - MC: Arany |
| Blood Sugar Sex Magik      | - Megjelent: 1991. szeptember 24. (US) - Kiadó: Warner Bros. - Formátumok: CD, CS, LP          | 3                   | 1                   | 17                  | 1                   | 71                  | 12                  | 1                   | 1                   | 10                  | 5                   | - Világszerte: 13000000+ - US: 7000000               | - RIAA: 7× Platina - ARIA: 6× Platina - BPI: 3× Platina - BVMI: Platina - MC: 4× Platina                                                                                     |
| One Hot Minute             | - Megjelent: 1995. szeptember 24. (US) - Kiadó: Warner Bros. - Formátumok: CD, CS, LP          | 4                   | 1                   | 4                   | 6                   | 3                   | 4                   | 5                   | 1                   | 2                   | 2                   | - Világszerte: 5000000+ - US: 1700000                | - RIAA: 2× Platina - BPI: Arany - MC: Platina |
| Californication            | - Megjelent: 1999. június 8. (US) - Kiadó: Warner Bros. - Formátumok: CD, CS, LP               | 3                   | 1                   | 2                   | 2                   | 2                   | 2                   | 2                   | 1                   | 2                   | 2                   | - Világszerte: 15000000+ - US: 5349230               | - RIAA: 5× Platina - ARIA: 8× Platina - BPI: 6× Platina - BVMI: 3× Arany - IFPI AUT: 2× Platina - IFPI SWI: 2× Platina - MC: 3× Platina - RIANZ: 8× Platina - SNEP: 2× Arany |
| By the Way                 | - Megjelent: 2002. július 9. (US) - Kiadó: Warner Bros. - Formátumok: CD, LP                   | 2                   | 1                   | 1                   | 1                   | 2                   | 1                   | 1                   | 1                   | 1                   | 1                   | - Világszerte: 12000000+ - US: 2000000 - UK: 1945495 | - RIAA: 2× Platina - ARIA: 5× Platina - BPI: 5× Platina - BVMI: 3× Arany - IFPI AUT: Platina - IFPI SWI: 2× Platina - MC: 2× Platina - RIANZ: 2× Platina - SNEP: Platina     |
| Stadium Arcadium           | - Megjelent: 2006. május 9. (US) - Kiadó: Warner Bros. - Formátumok: CD, LP, Zeneletöltés      | 1                   | 1                   | 1                   | 1                   | 1                   | 1                   | 1                   | 1                   | 1                   | 1                   | - Világszerte: 8000000+ - US: 2328000                | - RIAA: 4× Platina - ARIA: 3× Platina - BPI: 2× Platina - BVMI: 5× Arany - IFPI AUT: Platina - IFPI SWI: 2× Platina - MC: 4× Platina - RIANZ: 3× Platina - SNEP: Platina     |
| I’m with You               | - Megjelent: 2011. augusztus 29. (US) - Kiadó: Warner Bros. - Formátumok: CD, LP, zeneletöltés | 2                   | 2                   | 2                   | 2                   | 2                   | 1                   | 1                   | 1                   | 1                   | 1                   | - Világszerte: 2000000+ - US: 554000 - UK: 178000    | - RIAA: Arany - ARIA: Platina - BPI: Arany - MC: Platina - RIANZ: Arany |
| The Getaway                | - Megjelent: 2016. június 17. - Kiadó: Warner Bros. - Formátumok: CD, LP, zeneletöltés         | 2                   | 1                   | 1                   | 2                   | 3                   | 2                   | 1                   | 1                   | 1                   | 2                   | - Világszerte: 1,329,000 - US: 428,000               | - MAHASZ: Platina - BPI: Arany - BVMI: Arany - MC: Arany - ZPAV: Arany - FIMI: Arany                                                                                         |

### Koncertlemezek
| Cím               | Az album adatai                                                                                   | Elért listahely | Elért listahely | Elért listahely | Elért listahely | Elért listahely | Elért listahely | Elért listahely | Elért listahely | Minősítések                  |
| Cím               | Az album adatai                                                                                   | AUS             | AUT             | FRA             | GER             | NLD             | NZ              | SWI             | UK              | Minősítések                  |
| ----------------- | ------------------------------------------------------------------------------------------------- | --------------- | --------------- | --------------- | --------------- | --------------- | --------------- | --------------- | --------------- | ---------------------------- |
| Live in Hyde Park | - Megjelent: 2004. augusztus 3. (Európa) - Kiadó: EMI, Capitol - Formátumok: CD, LP, zeneletöltés | 5               | 1               | 5               | 4               | 4               | 13              | 1               | 1               | - ARIA: Platina - BPI: Arany |

#### Red Hot Chili Peppers Official Bootlegsszéria
A Red Hot Chili Peppers Official Bootlegs széria az együttes 2011-2013 közötti turnéjának során jelent meg; 102 koncertfelvételt adtak ki digitálisan.

### Válogatásalbumok
| Cím                                               | Az album adatai                                                                                  | Elért listahely | Elért listahely | Elért listahely | Elért listahely | Elért listahely | Elért listahely | Elért listahely | Elért listahely | Elért listahely | Elért listahely | Eladások                | Minősítések                                             |
| Cím                                               | Az album adatai                                                                                  | US              | AUS             | AUT             | CAN             | FRA             | GER             | NLD             | NZ              | SWI             | UK              | Eladások                | Minősítések                                             |
| ------------------------------------------------- | ------------------------------------------------------------------------------------------------ | --------------- | --------------- | --------------- | --------------- | --------------- | --------------- | --------------- | --------------- | --------------- | --------------- | ----------------------- | ------------------------------------------------------- |
| What Hits!?                                       | - Megjelent: 1992. szeptember 29. (US) - Kiadó: EMI, Capitol - Formátumok: CD, CS, LP            | 22              | 9               | —               | 18              | —               | —               | 80              | 5               | 34              | 23              | - US: 1500000           | - RIAA: Platina - BPI: Arany - MC: Platina              |
| Live Rare Remix Box                               | - Megjelent: 1994 (US) - Kiadó: Warner Bros. - Formátumok: CD box set                            | —               | —               | —               | —               | —               | —               | —               | —               | —               | —               |                         |                                                         |
| Greatest Hits                                     | - Megjelent: 1994 (US) - Kiadó: EMI - Formátumok: CD                                             | —               | —               | —               | —               | —               | —               | —               | —               | —               | —               |                         |                                                         |
| The Plasma Shaft                                  | - Megjelent: 1994. október 13. (AUS) - Kiadó: Warner Bros. - Formátumok: CD                      | —               | 6               | —               | —               | —               | —               | —               | 15              | —               | —               |                         |                                                         |
| Out in L.A.                                       | - Megjelent: 1994. november 1. (US) - Kiadó: EMI, Capitol - Formátumok: CD, CS, LP               | 82              | —               | 44              | 47              | 37              | —               | 94              | —               | —               | 61              | - US: 126000            |                                                         |
| The Best of the Red Hot Chili Peppers             | - Megjelent: 1997. szeptember 1. (US) - Kiadó: EMI - Formátumok: CD                              | —               | —               | —               | —               | —               | —               | —               | —               | —               | —               |                         |                                                         |
| Under the Covers: Essential Red Hot Chili Peppers | - Megjelent: 1998 március 31. (US) - Kiadó: EMI, Capitol - Formátumok: CD                        | —               | —               | —               | —               | —               | —               | —               | —               | —               | —               |                         |                                                         |
| Greatest Hits                                     | - Megjelent: 2003 november 18. (US) - Kiadó: Warner Bros. - Formátumok: CD, LP, digital download | 18              | 2               | 2               | —               | —               | 4               | 4               | 2               | 2               | 4               | - Világszerte: 6000000+ | - RIAA: 2× Platina - ARIA: 6× Platina - BPI: 4× Platina |
| The Best of the Red Hot Chili Peppers             | - Megjelent: 2005. augusztus 30. (US) - Kiadó: Capitol - Formátumok: CD                          | —               | —               | —               | —               | —               | —               | —               | —               | —               | —               |                         |                                                         |
| iTunes Originals – Red Hot Chili Peppers          | - Megjelent: 2006. szeptember 12. (US) - Kiadó: Warner Bros. - Formátumok: zeneletöltés          | —               | —               | —               | —               | —               | —               | —               | —               | —               | —               |                         |                                                         |
| Road Trippin' Through Time                        | - Megjelent: 2011 (US) - Kiadó: Warner Bros. - Formátumok: CD                                    | —               | —               | —               | —               | —               | —               | —               | —               | —               | —               |                         |                                                         |

### Videók
| Cím                                  | Az album adatai                                                                     | Elért listahely | Minősítések     |
| Cím                                  | Az album adatai                                                                     | US Video        | Minősítések     |
| ------------------------------------ | ----------------------------------------------------------------------------------- | --------------- | --------------- |
| Red Hot Skate Rock                   | - Megjelent: 1988 (US) - Kiadó: EMI - Formátumok: VHS                               | —               |                 |
| Positive Mental Octopus              | - Megjelent: 1990 (US) - Kiadó: EMI - Formátumok: digitális letöltés                | 9               |                 |
| Psychedelic Sexfunk Live from Heaven | - Megjelent: 1990 (US) - Kiadó: EMI - Formátumok: VHS                               | 7               | - RIAA: Arany   |
| Funky Monks                          | - Megjelent: 1991. október 29. (US) - Kiadó: Warner Bros. - Formátumok: VHS, DVD    | 6               | - RIAA: Arany   |
| What Hits!?                          | - Megjelent: 1992. szeptember 29. (US) - Kiadó: EMI, Capitol - Formátumok: VHS, DVD | 14              |                 |
| Off the Map                          | - Megjelent: 2001. december 4. (US) - Kiadó: Warner Bros. - Formátumok: VHS, DVD    | 28              |                 |
| Live at Slane Castle                 | - Megjelent: 2003. november 18. (US) - Kiadó: Warner Bros. - Formátumok: DVD, UMD   | —               | - RIAA: Platina |
| Greatest Hits and Videos             | - Megjelent: 2003. november 18. (US) - Kiadó: Warner Bros. - Formátumok: DVD        | 9               |                 |

### EP-k
| Cím                                | Az album adatai                                                                      | Elért listahely |
| Cím                                | Az album adatai                                                                      | US              |
| ---------------------------------- | ------------------------------------------------------------------------------------ | --------------- |
| The Abbey Road E.P.                | - Megjelent: 1988 (US) - Kiadó: EMI - Formátumok: CD                                 | —               |
| 2011 Live EP                       | - Megjelent: 2012. március 29. (US) - Kiadó: Warner Bros. - Formátumok: zeneletöltés | —               |
| Rock & Roll Hall of Fame Covers EP | - Megjelent: 2012. május 1. (US) - Kiadó: Warner Bros. - Formátumok: zeneletöltés    | 91              |

## Kislemezek
| Cím                                   | Év   | Elért listahely | Elért listahely | Elért listahely | Elért listahely | Elért listahely | Elért listahely | Elért listahely | Elért listahely | Elért listahely | Elért listahely | Minősítések                      | Album                                    |
| Cím                                   | Év   | US              | US Alt.         | US Main. Rock   | AUS             | CAN             | GER             | NLD             | NZ              | SWI             | UK              | Minősítések                      | Album                                    |
| ------------------------------------- | ---- | --------------- | --------------- | --------------- | --------------- | --------------- | --------------- | --------------- | --------------- | --------------- | --------------- | -------------------------------- | ---------------------------------------- |
| "Get Up and Jump"                     | 1984 | —               | —               | —               | —               | —               | —               | —               | —               | —               | —               |                                  | The Red Hot Chili Peppers                |
| "Jungle Man"                          | 1985 | —               | —               | —               | —               | —               | —               | —               | —               | —               | —               |                                  | Freaky Styley                            |
| "Hollywood (Africa)"                  | 1985 | —               | —               | —               | —               | —               | —               | —               | —               | —               | —               |                                  | Freaky Styley                            |
| "Fight Like a Brave"                  | 1987 | —               | —               | —               | —               | —               | —               | —               | —               | —               | —               |                                  | The Uplift Mofo Party Plan               |
| "Me and My Friends"                   | 1987 | —               | —               | —               | —               | —               | —               | —               | —               | —               | —               |                                  | The Uplift Mofo Party Plan               |
| "Knock Me Down"                       | 1989 | —               | 6               | —               | —               | —               | —               | —               | —               | —               | —               |                                  | Mother's Milk                            |
| "Higher Ground"                       | 1989 | —               | 11              | 26              | 45              | —               | —               | 38              | 15              | —               | 54              |                                  | Mother's Milk                            |
| "Taste the Pain"                      | 1989 | —               | —               | —               | —               | —               | —               | —               | —               | —               | 29              |                                  | Mother's Milk                            |
| "Show Me Your Soul"                   | 1990 | —               | 10              | —               | —               | —               | —               | —               | —               | —               | —               |                                  | Micsoda nő! filmzene                     |
| "Give It Away"                        | 1991 | 73              | 1               | —               | 41              | —               | —               | 42              | 22              | —               | 9               |                                  | Blood Sugar Sex Magik                    |
| "Under the Bridge"                    | 1991 | 2               | 6               | 2               | 1               | 3               | 11              | 1               | 2               | —               | 13              | - RIAA: Platina                  | Blood Sugar Sex Magik                    |
| "Suck My Kiss"                        | 1992 | —               | 15              | —               | 8               | —               | —               | —               | 3               | —               | —               |                                  | Blood Sugar Sex Magik                    |
| "Breaking the Girl"                   | 1992 | —               | 19              | 15              | 30              | 45              | —               | 48              | 12              | —               | 41              |                                  | Blood Sugar Sex Magik                    |
| "Behind the Sun"                      | 1992 | 124             | 7               | —               | 37              | 73              | —               | —               | —               | —               | 29              |                                  | What Hits!?                              |
| "If You Have to Ask"                  | 1993 | —               | —               | —               | —               | —               | —               | —               | —               | —               | —               |                                  | Blood Sugar Sex Magik                    |
| "Soul to Squeeze"                     | 1993 | 22              | 1               | 7               | 9               | 11              | —               | —               | 6               | 32              | —               |                                  | Csúcsfejek filmzene                      |
| "Warped"                              | 1995 | 41              | 7               | 13              | 12              | —               | 47              | —               | 4               | 33              | 31              |                                  | One Hot Minute                           |
| "My Friends"                          | 1995 | 27              | 1               | 1               | 15              | 11              | 81              | —               | 20              | —               | 29              |                                  | One Hot Minute                           |
| "Aeroplane"                           | 1996 | 49              | 8               | 12              | 35              | 48              | —               | —               | 26              | —               | 11              |                                  | One Hot Minute                           |
| "Shallow Be Thy Game"                 | 1996 | —               | —               | —               | 88              | —               | —               | —               | —               | —               | —               |                                  | One Hot Minute                           |
| "Coffee Shop"                         | 1996 | —               | —               | —               | —               | —               | —               | —               | —               | —               | —               |                                  | One Hot Minute                           |
| "Love Rollercoaster"                  | 1996 | 40              | 14              | —               | 19              | 49              | —               | —               | 35              | —               | 7               |                                  | Beavis and Butt-head Do America filmzene |
| "Scar Tissue"                         | 1999 | 9               | 1               | 1               | 15              | 4               | 75              | 38              | 3               | —               | 15              | - RIAA: Arany - ARIA: Arany      | Californication                          |
| "Around the World"                    | 1999 | 108             | 7               | 16              | 49              | —               | —               | 69              | 35              | —               | 35              |                                  | Californication                          |
| "Otherside"                           | 2000 | 14              | 1               | 2               | 31              | 32              | 44              | 24              | 5               | 65              | 33              |                                  | Californication                          |
| "Californication"                     | 2000 | 69              | 1               | 1               | 44              | 59              | 63              | 41              | 8               | —               | 16              | - RIAA: Arany                    | Californication                          |
| "Road Trippin'"                       | 2000 | —               | —               | —               | 56              | —               | 89              | 80              | 44              | 91              | 30              |                                  | Californication                          |
| "Parallel Universe"                   | 2000 | —               | 37              | 29              | —               | —               | —               | —               | —               | —               | —               |                                  | Californication                          |
| "By the Way"                          | 2002 | 34              | 1               | 1               | 6               | 2               | 22              | 12              | 13              | 8               | 2               | - RIAA: 2× Platina - ARIA: Arany | By the Way                               |
| "The Zephyr Song"                     | 2002 | 49              | 6               | 14              | 21              | 11              | 65              | 72              | 9               | 100             | 11              |                                  | By the Way                               |
| "Can't Stop"                          | 2002 | 57              | 1               | 15              | 38              | —               | 48              | 65              | 40              | 39              | 22              |                                  | By the Way                               |
| "Dosed"                               | 2003 | —               | 13              | —               | —               | —               | —               | —               | —               | —               | —               |                                  | By the Way                               |
| "Universally Speaking"                | 2003 | —               | —               | —               | 80              | —               | —               | —               | —               | —               | 27              |                                  | By the Way                               |
| "Fortune Faded"                       | 2003 | 112             | 8               | 22              | 16              | —               | 46              | 61              | 37              | 59              | 11              | - ARIA: Arany                    | Greatest Hits                            |
| "Save the Population"                 | 2003 | —               | —               | —               | —               | —               | —               | —               | —               | —               | —               |                                  | Greatest Hits                            |
| "Dani California"                     | 2006 | 6               | 1               | 1               | 8               | 1               | 12              | 7               | 7               | 4               | 2               | - RIAA: 2× Platina - ARIA: Arany | Stadium Arcadium                         |
| "Tell Me Baby"                        | 2006 | 50              | 1               | 8               | 20              | —               | 37              | 27              | 16              | 43              | 16              | - RIAA: Arany                    | Stadium Arcadium                         |
| "Snow (Hey Oh)"                       | 2006 | 22              | 1               | 3               | 35              | —               | 5               | 5               | 10              | 9               | 16              | - RIAA: Platina                  | Stadium Arcadium                         |
| "Desecration Smile"                   | 2007 | —               | —               | —               | —               | —               | 67              | 24              | 33              | —               | 27              |                                  | Stadium Arcadium                         |
| "Hump de Bump"                        | 2007 | —               | 8               | 27              | 17              | —               | 83              | 43              | —               | 43              | 41              |                                  | Stadium Arcadium                         |
| "The Adventures of Rain Dance Maggie" | 2011 | 38              | 1               | 2               | 41              | 16              | 20              | 28              | 30              | 26              | 44              |                                  | I'm with You                             |
| "Monarchy of Roses"                   | 2011 | —               | 4               | 16              | —               | —               | —               | —               | —               | —               | —               |                                  | I'm with You                             |
| "Look Around"                         | 2012 | —               | 8               | 12              | —               | 85              | —               | —               | —               | —               | —               |                                  | I'm with You                             |
| "Did I Let You Know"                  | 2012 | —               | —               | —               | —               | —               | —               | —               | —               | —               | —               |                                  | I'm with You                             |
| "Brendan's Death Song"                | 2012 | —               | —               | —               | —               | —               | —               | —               | —               | —               | —               |                                  | I'm with You                             |

### Más kislemezek
| Cím                                          | Év   | Elért listahely | Jegyzetek                                                               | Album                                      |
| Cím                                          | Év   | US Sales        | Jegyzetek                                                               | Album                                      |
| -------------------------------------------- | ---- | --------------- | ----------------------------------------------------------------------- | ------------------------------------------ |
| "Havana Affair"                              | 2011 | 14              | - A Record Store Day alkalmából kiadott limitált példányszámú kislemez. | We're a Happy Family: A Tribute to Ramones |
| "Strange Man" / "Long Progression"           | 2012 | 12              | - Az I'm with You Sessions kislemez sorozatában jelentek meg.           | Albumon nem szereplő kislemezek            |
| "Magpies on Fire" / "Victorian Machinery"    | 2012 | 14              | - Az I'm with You Sessions kislemez sorozatában jelentek meg.           | Albumon nem szereplő kislemezek            |
| "Never Is a Long Time" / "Love of Your Life" | 2012 | 6               | - Az I'm with You Sessions kislemez sorozatában jelentek meg.           | Albumon nem szereplő kislemezek            |
| "The Sunset Sleeps" / "Hometown Gypsy"       | 2012 | 14              | - Az I'm with You Sessions kislemez sorozatában jelentek meg.           | Albumon nem szereplő kislemezek            |

## Más közreműködések
| Cím | Év   | Album                                           |
| --- | ---- | ----------------------------------------------- |
| "Sikamikanico" | 1992 | Wayne's World Soundtrack                        |
| "Search and Destroy" | 1993 | The Beavis and Butt-head Experience             |
| "Blood Sugar Sex Magik" (élő)                                                                                              | 1994 | Woodstock '94                                   |
| "Higher Ground" | 1995 | Mighty Morphin Power Rangers: The Movie         |
| "I Found Out" | 1995 | Working Class Hero: A Tribute to John Lennon    |
| "Melancholy Mechanics" | 1996 | Twister Soundtrack                              |
| "How Strong" | 1999 | M.O.M.: Music For Our Mother Ocean 3            |
| "Fire" (élő) | 2000 | Woodstock '99                                   |
| "Havana Affair" | 2003 | We're A Happy Family – A Tribute to the Ramones |
| "Californication" (élő) | 2006 | Coachella                                       |
| "I Just Wanna Have Something To Do" (élő), "She's the One" (élő), "I Wanna Be Sedated" (élő), "It's a Long Way Back" (élő) | 2006 | Too Tough to Die: A Tribute to Johnny Ramone    |

## Filmes szereplések
| Cím                                 | Év   | Film       |
| ----------------------------------- | ---- | ---------- |
| "Blackeyed Blonde"                  | 1986 | Thrashin'  |
| "Set It Straight" (unreleased song) | 1986 | Tough Guys |

## Videóklipek
| Cím                                              | Év   | Rendező(k)                     |
| ------------------------------------------------ | ---- | ------------------------------ |
| "True Men Don't Kill Coyotes"                    | 1984 | Graeme Whifler                 |
| "Jungle Man"                                     | 1986 | Lindy Goetz                    |
| "Catholic School Girls Rule"                     | 1986 | Dick Rude                      |
| "Fight Like a Brave"                             | 1987 | Dick Rude                      |
| "Fire"                                           | 1988 | N/A                            |
| "Good Time Boys"                                 | 1989 | N/A                            |
| "Higher Ground"                                  | 1989 | Bill Stobaugh, Drew Carolan    |
| "Knock Me Down"                                  | 1989 | Drew Carolan                   |
| "Taste the Pain"                                 | 1990 | Tom Stern, Alex Winter         |
| "Show Me Your Soul"                              | 1990 | Bill Stobaugh                  |
| "Give It Away"                                   | 1991 | Stéphane Sednaoui              |
| "Under the Bridge" (1. és 2. verzió)             | 1992 | Gus Van Sant                   |
| "Suck My Kiss"                                   | 1992 | Gavin Bowden                   |
| "Breaking the Girl"                              | 1992 | Stéphane Sednaoui              |
| "Behind the Sun"                                 | 1992 | Charlie Paul                   |
| "If You Have to Ask"                             | 1993 | N/A                            |
| "Soul to Squeeze"                                | 1993 | Kevin Kerslake                 |
| "Warped"                                         | 1995 | Gavin Bowden                   |
| "My Friends" (1. verzió)                         | 1995 | Anton Corbijn                  |
| "My Friends" (2. verzió)                         | 1995 | Gavin Bowden                   |
| "Aeroplane"                                      | 1996 | Gavin Bowden                   |
| "Coffee Shop"                                    | 1996 | Gavin Bowden                   |
| "Love Rollercoaster"                             | 1996 | Kevin Lofton                   |
| "Scar Tissue"                                    | 1999 | Stéphane Sednaoui              |
| "Around the World"                               | 1999 | Stéphane Sednaoui              |
| "Otherside"                                      | 2000 | Jonathan Dayton, Valerie Faris |
| "Californication"                                | 2000 | Jonathan Dayton, Valerie Faris |
| "Road Trippin'"                                  | 2000 | Jonathan Dayton, Valerie Faris |
| "By the Way"                                     | 2002 | Jonathan Dayton, Valerie Faris |
| "The Zephyr Song"                                | 2002 | Jonathan Dayton, Valerie Faris |
| "Can't Stop"                                     | 2003 | Mark Romanek                   |
| "Universally Speaking"                           | 2003 | Dick Rude                      |
| "Fortune Faded"                                  | 2003 | Laurent Briet                  |
| "Dani California"                                | 2006 | Tony Kaye                      |
| "Tell Me Baby"                                   | 2006 | Jonathan Dayton, Valerie Faris |
| "Snow (Hey Oh)"                                  | 2006 | Nick Wickham                   |
| "Charlie"                                        | 2007 | Omri Cohen                     |
| "Desecration Smile" (1. verzió)                  | 2007 | Gus Van Sant                   |
| "Desecration Smile" (2. verzió)                  | 2007 | Gus Van Sant                   |
| "Hump de Bump"                                   | 2007 | Chris Rock                     |
| "The Adventures of Rain Dance Maggie"            | 2011 | Marc Klasfeld                  |
| "Monarchy of Roses"                              | 2011 | Marc Klasfeld                  |
| "Look Around"                                    | 2012 | Robert Hales                   |
| "Brendan's Death Song" (vágott és teljes verzió) | 2012 | Mark Klasfeld                  |

## Fordítás
Ez a szócikk részben vagy egészben  a   Red Hot Chili Peppers discography című angol Wikipédia-szócikk ezen változatának fordításán alapul.  Az eredeti cikk szerkesztőit annak laptörténete sorolja fel. Ez a jelzés csupán a megfogalmazás eredetét és a szerzői jogokat jelzi, nem szolgál a cikkben szereplő információk forrásmegjelöléseként.

## Külső linkek
- Hivatalos weboldal
- Red Hot Chili Peppers az AllMusic-on
- Red Hot Chili Peppers a Discogson